# 努切托
努切托（義大利語：Nucetto），是意大利库内奥省的一个市镇。总面积7平方公里，人口446人，人口密度63.7人/平方公里（2009年）。ISTAT代码为004153。